# Simón de Sicilia
Simón de Sicilia (del italiano: Simone D'Altavilla) (1093-28 de septiembre de 1105) fue el hijo mayor y sucesor de Roger I, conde de Sicilia, y de su tercera esposa Adelaida del Vasto.
Tenía solamente 8 años cuando su padre falleció y él heredó el condado, manteniéndose durante su breve mandato bajo la regencia de su madre. Murió en 1105 y fue sucedido por su hermano, Roger II, que más tarde se convertiría en el primer rey de Sicilia.
El cronista Alessandro Telesino relata un incidente que tuvo lugar durante la infancia de Simón y su hermano, Roger:

A la manera de los niños, estaban jugando a un juego de monedas y acabaron peleando. Cuando lucharon, cada uno con un grupo de muchachos que habían reunido, el más joven, Roger, fue el vencedor. Como resultado, se burló de su hermano Simón diciendo: "sería mucho mejor que yo tuviera el honor de gobernar triunfante después de la muerte de nuestro padre en vez de tú. Cuando logre hacer eso haré de ti un obispo o incluso el Papa de Roma, donde estarás mucho mejor